# Lycoriella hoyti
Lycoriella hoyti là một ruồi trong họ Sciaridae, thuộc chi Lycoriella.